# Dorfkirche Bukowo Morskie

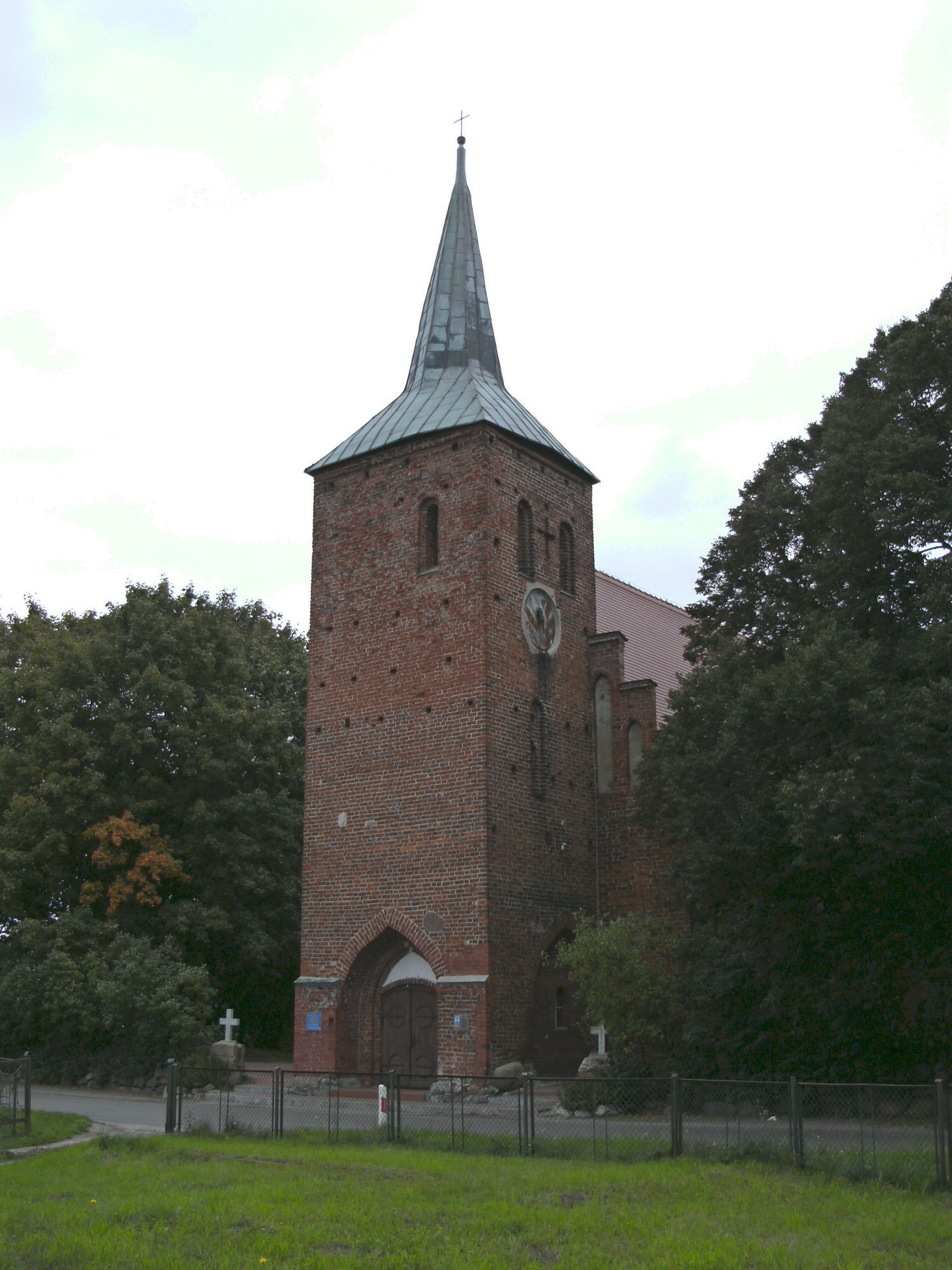
Kirche von Bukowo Morskie

Die Pfarrkirche im Dorf Bukowo Morskie (deutsch See Buckow) in Hinterpommern ist ein gotischer Backsteinbau, der im 14. Jahrhundert als dreischiffige Hallenkirche errichtet wurde.

## Geographische Lage
Bukowo Morskie ist der namensgebende Ort für den Jezioro Bukowo (Buckower See), der neun Kilometer südwestlich von Darłowo (Rügenwalde) und 29 Kilometer nordwestlich von Koszalin (Köslin) an der Woiwodschaftsstraße 203 Koszalin (Köslin) – Ustka (Stolpmünde) im Kreis Sławno (Schlawe) liegt. Das Dorf ist heute Teil der Landgemeinde Darłowo und zählt etwas mehr als 400 Einwohner.

## Gebäude und Ausstattung
Die dreischiffige Backsteinkirche, deren mächtiger Turm bereits früher entstand, wurde von den Mönchen des Zisterzienserklosters Buckow errichtet. 1248 stiftete Herzog Swantopolk II. von Pomerellen das Kloster, das 1253 von Camminer Bischof Hermann von Gleichen geweiht wurde.
Klosteranlage und Kirche befanden sich in unmittelbarer Nachbarschaft. Das Kloster wurde nach Einführung der Reformation in Pommern 1535 aufgelöst und die dazugehörigen Abteiorte in das Amt Rügenwalde übereignet. Die Klosteranlage ist heute nicht mehr existent. Die Kirche hat überdauert, und die vormals im Besitz des Klosters stehenden Dörfer bildeten nach 1535 das Kirchspiel See Buckow.
Die Kirche verfügt über einen polygonalen Ostchor, in dem sich ein Sandstein-Relief aus dem frühen 14. Jahrhundert mit einer Kreuzigungsdarstellung befand. Mittelschiff und Chor sind mit schönen Sterngewölben, die Seitenschiffe mit Kreuzgewölben überdeckt. Sie werden von Strebepfeilern gestützt.
In der Kirche stand ein Schreinaltar mit gemalten Flügeln aus dem 16. Jahrhundert. Im Mittelschrein standen die Schnitzfiguren dreier Heiliger. In den Flügeln befanden sich Figuren der Apostel und Heiligen. Ein weiteres Flügelpaar konnte die ersten schließen und war mit Bildern aus dem Leben Jesu bemalt. Diesen spätgotischen Flügelaltar hatte der letzte Abt des Klosters Buckow, Heinrich Kresse, gestiftet. Der Altar wurde in das Museum in Stolp gebracht.
Die Kanzel, reich mit Figuren geschmückt, ist ein Renaissancewerk. Das Taufbecken mit Weinrankenverzierung ist eine Nürnberger Arbeit aus dem 17. Jahrhundert.
Einzigartig ist der 1476 von Pater Burkard gestiftete Abtstuhl: die dreigeteilte Vorderwand gliedern Eck- und Zwischenfialen, zwischen denen Flachsbögen mit gotischem Maßwerk eingesetzt sind. Dieser Stuhl wurde vor 1945 in das Stettiner Landesmuseum gebracht.
Zur Innenausstattung gehören zwei Messingkronen, von denen die eine die Jahreszahl 1672 trägt. Die Brüder Friedrich und Christian Gerth hatten der Kirche zwei Schiffsmodelle gestiftet. Die Kirche schmückten ferner drei Epitaphe, die für den Pfarrer Matthias Henning Große um 1716, Anna Maria Kisselbach um 1725 und den Pfarrer Christian Leopold Laeuen um 1813 angefertigt wurden.

## Kirchengemeinde

### Kirchspiel
Dieses Gotteshaus war bis 1945 als Pfarrkirche Mittelpunkt des Kirchspiels See Buckow (Bukowo Morskie), dessen Einwohner fast ausnahmslos evangelischer Konfession waren. Zu ihm gehörten die Dörfer Böbbelin (Bobolin), Büssow (Boryszewo), Neuwasser (Dąbki) mit dem Deep, Steinort (Gleźnowo) und – seit 1580 – Pirbstow (Przystawy), das mit dem Kirchbau 1780 eine selbständige Filialgemeinde wurde. Im 19. Jahrhundert kamen Ansiedlungen wie Neu Steinort (Gleźnowko), Karlskamp (Kępka) (bei Büssow) und Wilhelmsheide (Bezmieście) (bei See Buckow) dazu. Aus Deep wurde Damkerort (Dąbkowice).
Das Kirchspiel lag im Kirchenkreis Rügenwalde der Kirchenprovinz Pommern der Evangelischen Kirche der altpreußischen Union.
Heute ist die Einwohnerschaft von Bukowo Morskie überwiegend katholischer Konfession. Die evangelischen Bürger werden nun vom weiter entfernten Pfarramt in Koszalin (Köslin) in der Diözese Pommern-Großpolen der polnischen Evangelisch-Augsburgischen Kirche betreut. Die früheren Kirchenbücher, deren Beginn im Jahre 1657 liegt, können heute im Evangelischen Zentralarchiv in Berlin-Kreuzberg eingesehen werden.

### Pfarrer 1535–1945
1. Johann Fibrantz, 1535–1555
2. Joachim Dölling, 1555–1608
3. Laurentius Kaufmann, 1608–1628
4. Matthias Göphard, 1629–1633
5. Markus Vanselow, 1634–1655
6. Matthias Henning Große, 1656–1706
7. Egidius Magnus Waldow, 1706–1724
8. Otto Flesche, 1725–1735
9. Joachim Christoph Levin, 1735–1748 (auch: Propst der Synode Rügenwalde)
10. Johann Georg Schröner, 1748–1781
11. Christian Georg Laeuen, 1781–1811
12. Daniel Heinrich Anton, 1811–1852
13. August Friedrich Ferdinand Gossow, 1852–1855
14. Karl Friedrich August Burckhardt, 1856–1864
15. Ernst Ludwig Ferdinand Dreist, 1864–1883
16. Hugo Wilhelm Julius Lüdecke, 1885–1899
17. Ernst Bruno Max Reck, 1900–1909
18. Theodor Wilhelm Conrad Boettner, 1909–1913
19. Waldemar Knieß, 1913–1945